# ピアノソナタ第1番 (シューベルト)
ピアノソナタ第1番 ホ長調 D 157, 154 は、フランツ・シューベルトが1815年に作曲したピアノソナタ。通常4楽章とすべきところ最終楽章が欠けており、未完となっている。生前には明らかにされず、死後の1888年にようやくブライトコプフ・ウント・ヘルテル社から出版されている。

## 曲の構成
- 第1楽章 アレグロ・モデラート
ホ長調、2分の2拍子、ソナタ形式。
右手・左手ユニゾンの多い華やかな作品。第1主題はアルペジョと下降音階が組み合わされている。第2楽章は左手アルベルティ・バスの上に装飾音のついた律動的なもの。
- 第2楽章 アンダンテ
ホ短調、8分の6拍子、ロンド形式。
シチリアーノの落ち着いた緩徐楽章。
- 第3楽章 メヌエット：アレグロ・ヴィヴァーチェ
ロ長調、4分の3拍子、複合三部形式。
スケルツォ。中間部分のトリオはト長調。序奏はなく主和音の力強い開始。主部と対照的にトリオでは緩く繊細な4分音符が繰り返される。

なお、終楽章が複合三部形式のスケルツォという形式はシューベルトの時代には一般的ではなく、このため現在の研究者（ハワード・ファーガソンなど）でも第4楽章の欠けた未完成作品と見なしている。